# Tarek Hamed
Tarek Hamed (tiếng Ả Rập: طارق حامد; sinh ngày 24 tháng 10 năm 1988) là một cầu thủ bóng đá người Ai Cập thi đấu cho Zamalek SC và Đội tuyển bóng đá quốc gia Ai Cập ở vị trí tiền vệ.

## Sự nghiệp câu lạc bộ

### Smouha
Hamed là cầu thủ chủ chốt của Smouha dưới sự dẫn dắt của Hamada Sedki. Anh cùng câu lạc bộ đoạt chức á quân ở cả Giải bóng đá ngoại hạng Ai Cập và Cúp bóng đá Ai Cập.

### Zamalek
Năm 2014, Hamed ký hợp đồng với Zamalek. Mặc dù anh thi đấu hầu hết các trận ở vị trí dự bị cho Ibrahim Salah. Anh trở thành một trong những cầu thủ quan trọng nhất trong đội. Người hâm mộ bắt đầu gọi anh là "El-Lewaa" có nghĩa là “vị tướng” vì sự kiểm soát khu tiền vệ rất tốt.

## Sự nghiệp quốc tế
Hamed được triệu tập vào đội tuyển quốc gia và có trận đầu tiên trước Qatar. Vào tháng 5 năm 2018 anh có tên trong đội hình sơ loại của Ai Cập tham dự Giải vô địch bóng đá thế giới 2018 ở Nga.

## Thống kê sự nghiệp

### Quốc tế
Tính đến ngày 12 tháng 9 năm 2023
| Ai Cập    | Ai Cập | Ai Cập |
| Năm       | Trận   | Bàn    |
| --------- | ------ | ------ |
| 2013      | 1      | 0      |
| 2014      | 1      | 0      |
| 2015      | 2      | 0      |
| 2016      | 4      | 0      |
| 2017      | 12     | 0      |
| 2018      | 11     | 0      |
| 2019      | 11     | 0      |
| 2020      | 2      | 0      |
| 2021      | 6      | 0      |
| 2022      | 1      | 0      |
| 2023      | 5      | 1      |
| Tổng cộng | 56     | 1      |

## Danh hiệu

### Câu lạc bộ
Zamalek SC
- Giải bóng đá ngoại hạng Ai Cập (1): 2014-15
- Cúp bóng đá Ai Cập (3): 2014-15, 2015–16, 2017–18
- Siêu cúp bóng đá Ai Cập (1): 2016